# Slike iz leta 1941
Slike iz leta 1941 je slovenska TV miniserija v treh delih, ki jo je predvajal prvi kanal TV Ljubljana med 21. julijem in 23. julijem 1982, ob dnevu vstaje.
Miniserija je nastala iz posnetega materiala za neuresničen film Dražgoška bitka. Soproducenta sta bila TV Ljubljana in Viba film, financer pa Kulturna skupnost Slovenije. Snemanje je bilo prekinjeno leta 1981 zaradi finančnih in produkcijskih težav.
Prvi del govori o usodi kmeta Zalarja času NOB. Drugi del je tematsko povezan z vojno vihro, ki je pustošila po gozdovih, in vanj so vključeni dokumentarni posnetki. Tretji del je posvečen usodam in odločitvam prebivalstva Gorenjske leta 1941.

## Kritike
France Forstnerič je kot ocenjevalec čutil zadrego, ker je prvotna zamisel o filmu propadla. Imel je občutek, da gleda mehansko lepljenko, ne pa dovolj enovitega estetskega organizma, in da ta organizem vežejo le iste osebe, prostor dogajanja in čas. Menil je, da se križanje pesniškega in pripovednega načina ni obneslo in da skušajo to rešiti s preveliko količino sporočenega. Za TV dramo je bilo po njegovem preveč oseb in preširoko zajeto, saj je ta zvrst drama obraza in tesnih interakcij med ljudmi. Motilo ga je tudi slikovno preveč razdrobljeno gradivo, s čimer je imel še posebej težave 1. del. Kljub vsemu je dramo označil za solidno delo, ki se je prehitro izteklo. Všeč so mu bili naraven, neodrski govor in partizani kot sociološko verjetna skupina živih in protislovnih ljudi in ne samo kot pozitivna stran. Stiske navadnih ljudi, ki jih ne zanima ideologija, so ga pretresle. Upodabljanje Nemcev je opisal kot mestoma nekoliko manj klišejsko.

## Zasedba
- Boris Cavazza (1.- 3. del)
- Duša Počkaj (1.- 3. del)
- Ivanka Mežan: mati (1. del)
- Bine Matoh (1. del)

## Ekipa
- scenarij: Ivan Ribič
- sodelavca pri scenariju: Dušan Jovanović in Milan Jesih
- glasba: Jani Golob
- kostumografija: Alenka Bartl Prevoršek